# Hugo Gernsback

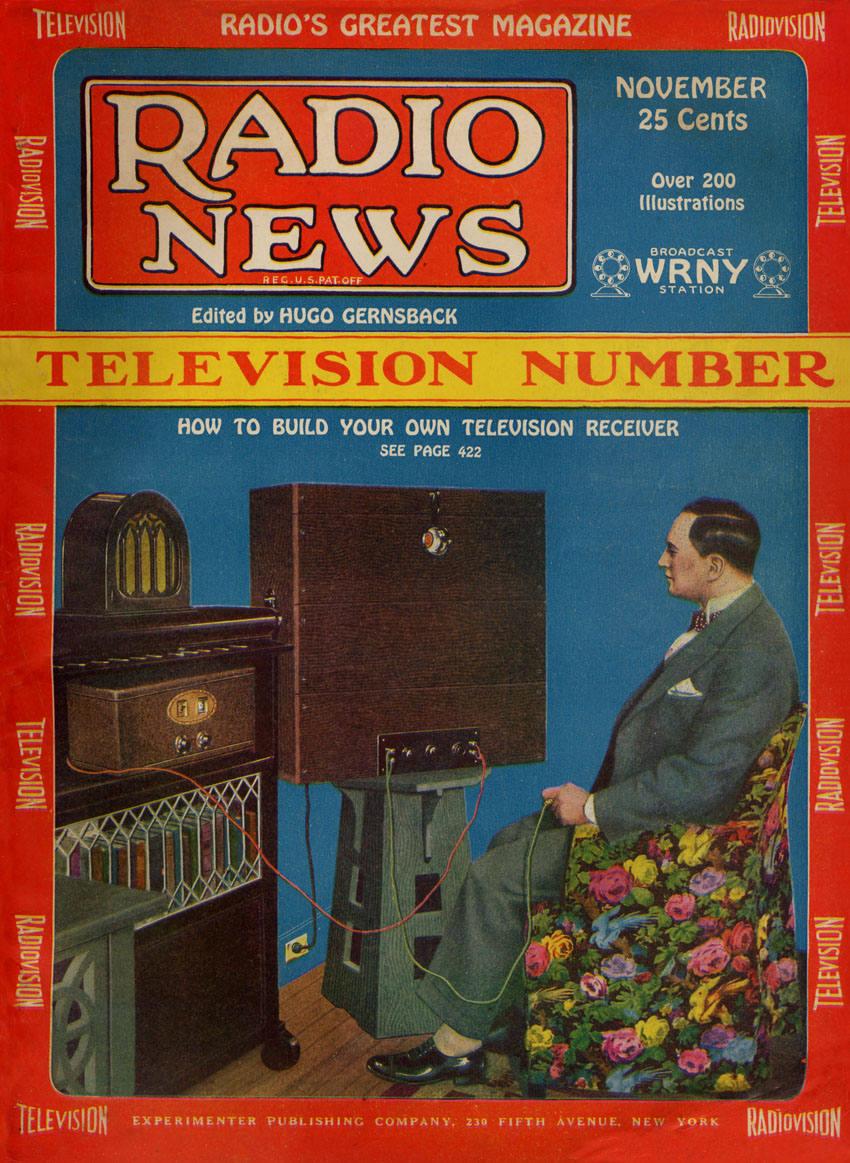
Hugo Gernsback

Hugo Gernsback, född 16 augusti 1884 i Luxemburg, död 19 augusti 1967 i New York i USA, var en luxemburgsk-amerikansk författare, redaktör och uppfinnare. Han räknas som en av grundarna av science fiction-genren
Gernsback föddes i Bonnevoie i staden Luxemburg, men emigrerade till USA år 1904.
Han har på flera sätt haft en betydelsefull roll inom science fiction, inklusive myntandet av termen. Han startade 1926 Amazing Stories, det första science fiction-magasinet (åtminstone det första mer betydande i USA). I tidningen förekom många berättelser som han kallade scientifiction, vilket senare blev science fiction.[källa behövs] För sina insatser inom science fiction fick han ett av de mest betydelsefulla prisen inom genren uppkallat efter sig, nämligen Hugopriset.
Gernsback var intresserad av teknologins framsteg, framför allt inom kommunikation, och innehade ett trettiotal patent för diverse uppfinningar.
Han erhöll Ekkronans orden av storhertiginnan Charlotte av Luxemburg år 1954.